# Lijst van burgemeesters van Kortrijk

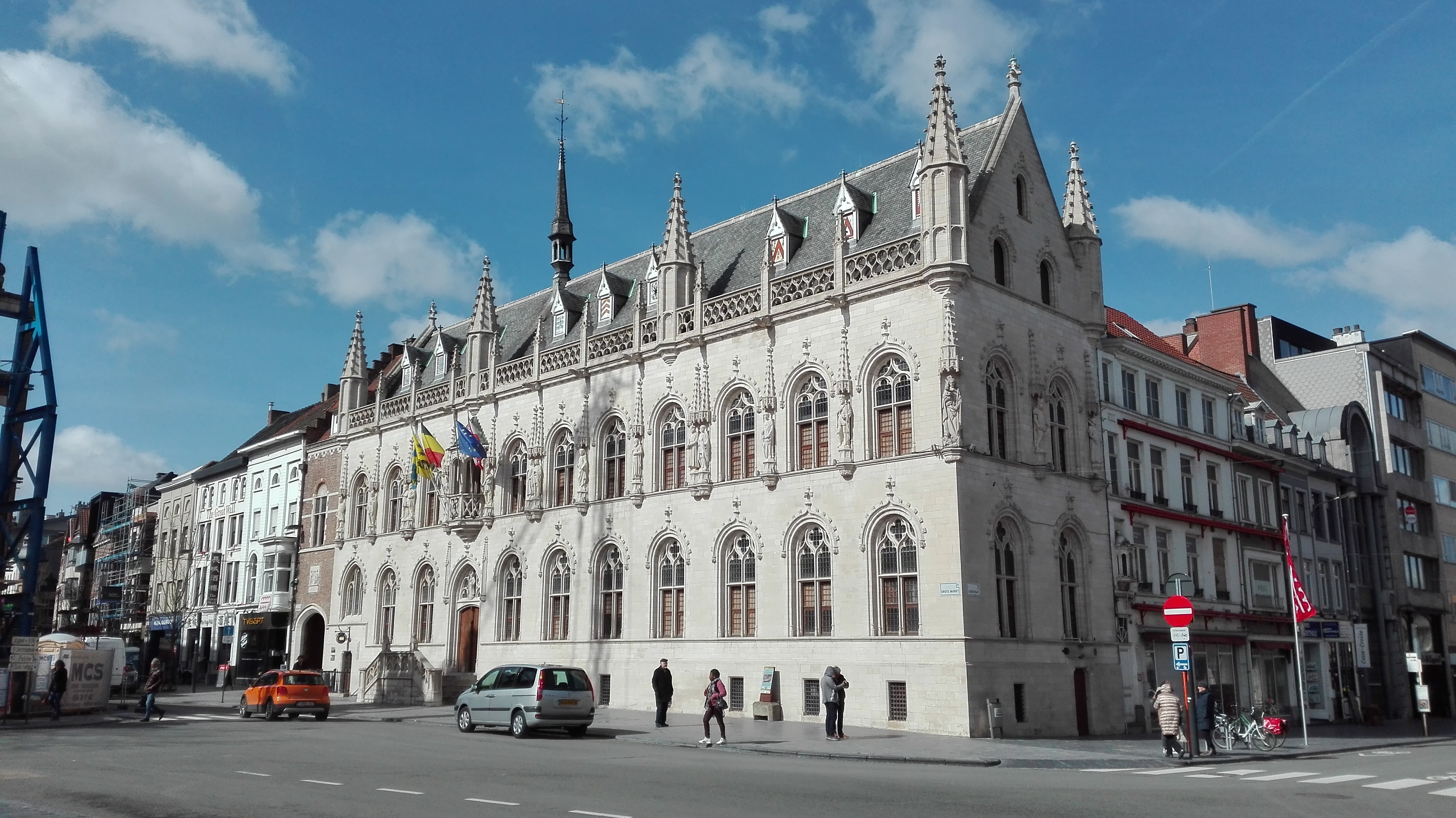
Het historische stadhuis van Kortrijk.

Dit is een lijst van de burgemeesters van de Belgische stad Kortrijk. De lijst is chronologisch gerangschikt in de bestuurlijke eenheden waartoe Kortrijk destijds behoorde en op heden behoort.

## Chronologische lijst

Het stadswapen van Kortrijk

### Habsburgse Nederlanden(1482-1713)
| Periode     | Burgemeester          | Partij of stroming | Waarnemend burgemeester | Opmerkingen | Afbeelding |
| ----------- | --------------------- | ------------------ | ----------------------- | --- | ---------- |
| 1609 - 1662 | Boudewijn Tayaert     |                    |                         | Geleefd van 1585 tot 1667. Tussen 1609 en 1662 was hij driemaal schepen en vijftienmaal burgemeester. Er is een straat naar hem vernoemd op het Buda-eiland, vlak bij de Broelkaai en Broeltorens. |            |
| ?           | ?                     |                    |                         | |            |
| 1685 - 1686 | Pieter Frans Tayaert  |                    |                         | |            |
| ?           | Jan-Baptist Ghellinck |                    |                         | Geleefd van 1638 tot 1728. Liet het Huis Ghellinck bouwen in 1698 aan de Lange Steenstraat nr. 20, op heden beschermd als monument.                                                                |            |
| ?           | ?                     |                    |                         | |            |
| 1702 - 1705 | Denis de Schinkel     |                    |                         | Standbeeld + straat naar hem vernoemd op Overleie. |            |
| 1706 - 1711 | ?                     |                    |                         | |            |

### Oostenrijkse Nederlanden(1715-1794)
| Periode     | Burgemeester                       | Partij of stroming | Waarnemend burgemeester | Opmerkingen | Afbeelding |
| ----------- | ---------------------------------- | ------------------ | ----------------------- | ----------- | ---------- |
| 1712-1716   | Denis de Schinkel                  |                    |                         |             |            |
| 1717 - 1721 | ?                                  |                    |                         |             |            |
| 1722 - 1727 | Denis de Schinkel                  |                    |                         |             |            |
| 1728 - 1730 | Alexandre Le Camus                 |                    |                         | van adel    |            |
| 1731 - 1749 | ?                                  |                    |                         |             |            |
| 1749 - 1771 | Charles-Constantin Vander Straeten |                    |                         | van adel    |            |
| 1772 - 1793 | Édouard-Armand Le Camus            |                    |                         | van adel    |            |

### Franse tijd:Leiedepartement(1794 - 1815)

#### Eerste Franse Republiek (1794 - 1804)
| Periode     | Burgemeester                   | Partij of stroming | Waarnemend burgemeester | Opmerkingen | Afbeelding |
| ----------- | ------------------------------ | ------------------ | ----------------------- | ----------- | ---------- |
| 1793 - 1802 | Antoine Coppieters de Tergonde | Fransgezind        |                         | van adel    |            |
| 1802 - 1804 | Gregoire Le Camus              | Fransgezind        |                         | van adel    |            |

#### Eerste Franse Keizerrijk (1804 - 1815)//
| Periode     | Burgemeester             | Partij of stroming | Waarnemend burgemeester | Opmerkingen | Afbeelding |
| ----------- | ------------------------ | ------------------ | ----------------------- | ----------- | ---------- |
| 1805 - 1809 | Ingnace Joseph Devettere | Fransgezind        |                         |             |            |
| 1809 - 1815 | Joseph De Jonghe         | Fransgezind        |                         |             |            |

### Verenigd Koninkrijk der Nederlanden(1815 - 1830)
| Periode     | Burgemeester             | Partij of stroming | Waarnemend burgemeester | Opmerkingen                                   | Afbeelding |
| ----------- | ------------------------ | ------------------ | ----------------------- | --------------------------------------------- | ---------- |
| 1815 - 1817 | Joseph De Jonghe         |                    |                         |                                               |            |
| 1817 - 1822 | Léonard Pycke            | orangist           |                         | Straat naar hem vernoemd in de Doorniksewijk. |            |
| 1822 - 1830 | François Triest van Gits | orangist           |                         |                                               |            |

### Koninkrijk België(1830 - heden)
| Periode      | Burgemeester             | Partij of stroming | Waarnemend burgemeester                                                                                        | Opmerkingen | Afbeelding |
| ------------ | ------------------------ | ------------------ | --- | --- | ---------- |
| 1831 - 1836  | Antoine Goethals         | Katholieke Partij  | | |            |
| 1836 - 1854  | Félix de Bethune         | Katholieke Partij  | | Straat naar hem vernoemd op de Pottelberg. |            |
| 1855 - 1864  | Benoit Danneel           | Liberale Partij    | | Straat naar hem vernoemd in de Sint-Elisabethwijk. |            |
| 1864 - 1884  | Henri Nolf               | katholiek          | | Straat naar hem vernoemd in de buurt van het gerechtsgebouw |            |
| 1885 - 1915  | Auguste Reynaert         | Katholieke Partij  | | Standbeeld in Koningin Astridpark + straat naar hem vernoemd in de Stationswijk. |            |
| 1915 - 1920  | Henri Devos              | Katholieke Partij  | | |            |
| 1920 - 1929  | Georges Vercruysse       | Katholieke Partij  | | Laan naar hem vernoemd die deel uitmaakt van de kleine stadsring (R36). |            |
| 1929 - 1933  | Leopold Gillon           | Katholieke Partij  | | Laan naar hem vernoemd in de Sint-Elisabethwijk. |            |
| 1933 - 1945  | Arthur Mayeur            | Katholieke Partij  | | Laan naar hem vernoemd in de wijk de Blauwe Poort. Mayeur, was tijdens de bezetting door de oorlogsburgemeester Luciaan Rijckeboer vervangen en nam op maandag 4 september 1944, in samenspraak met de leiding van het verzet, de leiding van de stad terug over. |            |
| 1943 - 1944  | Luciaan Ryckeboer        | VNV                | | Oorlogsburgemeester, niet in de officiële lijst van burgemeesters opgenomen |            |
| 1945 - 1948  | Gaston Bossuyt           | CVP                | | |            |
| 1948 - 1950  | Alfred De Taeye          | CVP                | | Laan naar hem vernoemd in de wijk De Drie Hofsteden. |            |
| 1950 - 1959  | Jules Coussens           | CVP                | | |            |
| 1959 - 1982  | Jozef Lambrecht          | CVP                | | Laan naar hem vernoemd die deel uitmaakt van de kleine stadsring (R36). |            |
| 1983 - 1987  | Jozef De Jaegere         | CVP                | | |            |
| 1987 - 1988  | Emmanuel de Bethune      | CVP                | | Eerder ook burgemeester van Marke |            |
| 1989 - 1994  | Antoon Sansen            | CVP                | | |            |
| 1995 - 2001  | Emmanuel de Bethune      | CVP                | | |            |
| 2001 - 2012  | Stefaan De Clerck        | CD&V               | Lieven Lybeer (2008 - 2011)                                                                                    | Lieven Lybeer werd benoemd tot waarnemend burgemeester nadat Stefaan De Clerck werd benoemd tot Federaal Minister van Justitie. |            |
| 2013 - 2024  | Vincent Van Quickenborne | Open Vld           | Rudolf Scherpereel (N-VA) (januari 2013) Ruth Vandenberghe (Team Burgemeester) (september 2020 - oktober 2023) | Ruth Vandenberghe werd benoemd tot waarnemend burgemeester nadat Vincent Van Quickenborne werd benoemd tot Federaal Minister van Justitie. |            |
| 2024 - heden | Ruth Vandenberghe        | Open Vld           | | Eerder waarnemend burgemeester. |            |

Brussels Hoofdstedelijk Gewest:
Anderlecht · 
Brussel

Vlaanderen:
Aalst · 
Aarschot · 
Antwerpen · 
 Asse · 
Beernem · 
Bertem · 
Blankenberge · 
Brugge · 
Damme · 
De Haan · 
De Panne · 
Deerlijk · 
Deinze · 
Eeklo · 
Evergem · 
Galmaarden · 
Geraardsbergen · 
Gent · 
Halle · 
Hasselt · 
Herent · 
Herk-de-Stad · 
Herzele · 
Heusden-Zolder · 
Houthalen-Helchteren · 
Ichtegem · 
Kaprijke · 
Knokke-Heist · 
Kortemark · 
Kortenberg · 
Kortrijk · 
Leuven · 
Lichtervelde · 
Lievegem · 
Lokeren · 
Maldegem · 
Mechelen · 
Moerbeke-Waas · 
Ninove · 
Oostende · 
Oostkamp · 
Poperinge · 
Roeselare · 
Ronse · 
Sint-Lievens-Houtem · 
Sint-Niklaas · 
Sint-Truiden · 
Temse · 
Tielt · 
Tienen · 
Tongeren · 
Torhout · 
Veurne · 
Waregem · 
Wellen · 
Wetteren · 
Wichelen · 
Zaventem · 
Zedelgem · 
Zele · 
Zonhoven · 
Zottegem

Wallonië: 
Charleroi · 
's-Gravenbrakel · 
Morlanwelz · 
Ophain-Bois-Seigneur-Isaac